# Тихая (станция, Сахалин)
Тихая — железнодорожная станция Сахалинского региона Дальневосточной железной дороги. Названа по одноимённому селу, в котором расположена.

## История
Станция открыта в 1928 году в составе пускового участка Долинск — Макаров.
20 августа 1945 года освобождена советскими войсками.
Современное название станция получила в 1946 году.
В декабре 2012 года на перегоне Арсентьевка — Тихая была введена в эксплуатацию микропроцессорная автоблокировка

## Деятельность
На станции останавливается пассажирские поезда сообщением Южно-Сахалинск — Ноглики, имеющий минутную стоянку на станции. [[Сахалин (поезд). С 1 февраля 2021 года есть пригородный поезд Южно-Сахалинск — Поронайск, рейсы до Поронайска и обратно осуществляются рельсовыми автобусами РА-3 «Орлан» новой модификации. 
По станции предусмотрены небольшие грузовые отправления.

## Изображения
- В сторону Южно-Сахалинска
- В Сторону Ногликов
- Вид с автодороги Южно-Сахалинск-Оха